# Messier 103
A Messier 103 (más néven M103, vagy NGC 581) egy nyílthalmaz a Cassiopeia csillagképben.

## Felfedezése
Az M103 nyílthalmazt Pierre Méchain fedezte fel, majd Charles Messier francia csillagász katalogizálta.

## Tudományos adatok
Az M103 halmaz 37 km/s sebességgel közeledik a Föld felé. A halmaz Trumpler besorolása az egyes források szerint eltérő:
- II,3,m (Trumpler)
- III,2,p (Sky Catalogue 2000.0)
- II,2,m (Götz)

## Megfigyelési lehetőség
A halmaz a 37 Cassiopeiae csillagtól fél fokra nyugatra és egy fokra keletre található meg. Már egy binokulár segítségével is észlelhető.